# Żyraków (gromada)
Żyraków – dawna gromada, czyli najmniejsza jednostka podziału terytorialnego Polskiej Rzeczypospolitej Ludowej w latach 1954–1972.
Gromady, z gromadzkimi radami narodowymi (GRN) jako organami władzy najniższego stopnia na wsi, funkcjonowały od reformy reorganizującej administrację wiejską przeprowadzonej jesienią 1954 do momentu ich zniesienia z dniem 1 stycznia 1973, tym samym wypierając organizację gminną w latach 1954–1972.
Gromadę Żyraków z siedzibą GRN w Żyrakowie utworzono – jako jedną z 8759 gromad na obszarze Polski – w powiecie dębickim w woj. rzeszowskim na mocy uchwały nr 19/54 WRN w Rzeszowie z dnia 5 października 1954. W skład jednostki weszły obszary dotychczasowych gromad Żyraków, Wola Żyrakowska i Góra Motyczna oraz przysiółek Zawierzbie z dotychczasowej gromady Straszęcin ze zniesionej gminy Żyraków, ponadto część obszaru dotychczasowej gromady Kandzierz położona po lewej stronie Wisłoki ze zniesionej gminy Dębica w tymże powiecie. Dla gromady ustalono 20 członków gromadzkiej rady narodowej.
Gromada przetrwała do końca 1972 roku, czyli do kolejnej reformy gminnej. 1 stycznia 1973 w powiecie debickim reaktywowano gminę Żyraków.